# 伊娃·于頌
伊娃·于頌（法語：Eva Husson）是法國電影導演。

## 生平
2016年，伊娃·于頌完成首部長片《性愛幫派》，在多倫多影展首映；2018年，她執導的第二部劇情長片《太陽之女》進入第71屆坎城影展正式競賽單元。
她曾表示她受到拉斯·馮·提爾、王家衛、葛斯·范桑、蘇菲亞·柯波拉與韋納·荷索的電影作品影響。

## 長片作品
- 2016年：《性愛幫派》(Bang Gang (une histoire d'amour moderne))
- 2018年：《太陽之女（英语：Girls of the Sun）》(Les filles du soleil)
- 2021年：《母親節幽會》（Mothering Sunday）

## 外部連結
- 伊娃·于頌在互联网电影资料库（IMDb）上的資料（英文）